# Trimalaconothrus obsessus
Trimalaconothrus obsessus är en kvalsterart som beskrevs av Subías 2004. Trimalaconothrus obsessus ingår i släktet Trimalaconothrus och familjen Malaconothridae. Inga underarter finns listade i Catalogue of Life.